# Hisatake Chikanao
Hisatake Chikanao (久武 親直?; fl. XVI secolo) è stato un samurai giapponese del periodo Sengoku, servitore del clan Chōsokabe.

## Biografia
Chikanao fu un servitore di Chōsokabe Motochika e del figlio di quest'ultimo, Morichika. Assunse il controllo della famiglia quando suo fratello maggiore Hisatake Chikanobu fu ucciso combattendo nel castello di Okayama nella provincia di Iyo nel 1579. Chikanao, abile intrigante, si ingraziò Motochika ed ebbe un ruolo nella sua nomina come erede dei Chōsokabe nel 1587. Convinse Morichika a mettere a morte, nel 1600, Kira Chikazane, rivale di Chikanao e oppositore di Morichika, convincendolo che fosse in contatto con Tokugawa Ieyasu. Quando i Chōsokabe furono privati del loro dominio di Tosa dopo la sconfitta di Sekigahara, Chikanao, con disappunto di molti dei suoi compagni, andò a servire il clan Katō nella provincia di Higo.